# Teriparatida

Estrutura química.

Teriparatida, comercializado pela Eli Lilly and Company sob a marca Forteo, é uma forma recombinante do hormônio da paratireoide. É um agente anabólico efetivo (por exemplo, crescimento ósseo) usado no tratamento de algumas formas de osteoporose. É também ocasionalmente usado sem indicação para acelerar a cura de fraturas. Teriparatida é idêntico a uma porção do hormônio paratireóide (PTH) e uso intermitente ativa osteoblastos mais que osteoclastos, o que leva a um aumento ósseo generalizado.

## Administração
A teriparatida é administrada por uma injeção diária na coxa ou abdômen.